# Divisione "Tridentina"
Il Comando Divisione "Tridentina" è un comando di proiezione senza forze assegnate in tempo di pace che, all'esigenza, può essere ridislocato anche al di fuori del territorio nazionale nel quadro di operazioni internazionali. Storica Unità della Forza Armata, è stata una delle cinque brigate alpine dell'Esercito Italiano specializzata nella guerra di montagna, ed ha costituito per oltre un trentennio uno dei pilastri del 4º Corpo d'armata alpino, grande unità complessa composta da cinque brigate alpine e schierata lungo la catena delle Alpi.
Il Comando è dislocato presso la sede a Bolzano presso il Comando Truppe Alpine da cui dipende.

## Storia
La Divisione "Tridentina" trae origine dal 2º Raggruppamento Alpino, costituito a Torino il 7 marzo 1923 in attuazione della legge 7 gennaio 1923. In esecuzione della legge 11 marzo 1926 sull'ordinamento del Regio Esercito, che prevedeva la costituzione delle brigate su tre reggimenti, si ebbe l'unificazione sotto un unico comando dei Reggimenti 5º, 6º e 7º Alpini e 2º Artiglieria da montagna. Nel 1934, il comando di Brigata assunse la denominazione di 2º Comando Superiore Alpino "Tridentino".

### La divisione
Il 10 settembre del 1935 la brigata venne ridenominata 2ª Divisione alpina "Tridentina".
La Divisione Tridentina prese parte alla Campagna della guerra d'Etiopia del 1935-1936 con la 21ª batteria del gruppo artiglieria Vicenza, inquadrata nella 5ª Divisione alpina "Pusteria". L'organico della Divisione venne poi ristrutturato nel maggio del 1937.
Il 10 giugno 1940, all'entrata in guerra dell'Italia nel secondo conflitto mondiale la grande unità risultava dislocata sul fronte francese nel settore Balte-Orc-Stura di Lanzo e prese parte alle operazioni contro la Francia dal 10 al 24 giugno e dopo l'armistizio di Villa Incisa, che pose fine alle ostilità contro la Francia, dal mese di novembre, la Divisione venne trasferita in Albania e dopo aver preso parte alla guerra contro la Grecia, rientrando in Italia, nel luglio 1942 ricevette ordine di trasferimento in Russia, inquadrata nel Corpo d'armata alpino dell'8ª Armata partecipando alla campagna di Russia, coinvolta durante l'inverno 1942-1943 nella rotta delle forze dell'Asse.
La Divisione, praticamente distrutta, si dissolse come l'intero Regio Esercito nel settembre 1943 mentre era ancora fase di ricostituzione e venne sciolta a seguito delle vicende che seguirono l'armistizio dell'8 settembre 1943.

### La brigata
Il 1º maggio 1951 in Bressanone venne ricostituita la Brigata alpina "Tridentina" che ha ereditato storia, tradizioni, e valori della 2ª Divisione alpina "Tridentina".
La "Tridentina" aveva una forza di circa 3.000 uomini ed il suo compito istituzionale era quello di provvedere, nel periodo della guerra fredda, alla difesa del nord Italia contro un'eventuale aggressione delle truppe del Patto di Varsavia proveniente dall'Austria attraverso il valico del Brennero o il varco di Prato alla Drava-Versciaco. Nel 1952 la Brigata alpina "Tridentina" è stata la prima, fra tutte le brigate alpine, ad inquadrare gli alpini parà).
La "Tridentina" è stata impegnata in operazioni civili, come il soccorso delle popolazioni nell'Italia centrale nel 1956, l'intervento in occasione del disastro del Vajont del novembre 1963, il soccorso delle popolazioni terremotate in Friuli nel 1976, in Irpinia nel 1980 e nel disastro di Stava nel 1985 o in interventi militari, come la mobilitazione nell'agosto del 1953 per l'esigenza di Trieste, che si concluse nel dicembre 1954, le operazioni di antiterrorismo in Alto Adige negli anni sessanta, in Calabria tra il 1970 e il 1971, in Toscana, Emilia-Romagna tra il 1968 e il 1977, l'operazione "Vespri Siciliani" nel 1992-'93 e l'"Operazione Riace" nel 1994.
In seguito alla profonda ristrutturazione dell'Esercito Italiano del 1975, che aboliva il livello reggimentale e prevedeva battaglioni autonomi direttamente dipendenti dal comando della brigata l'organico della "Tridentina" venne notevolmente modificato dal 1º ottobre 1975.
A partire dal 1986 ebbe inizio una fase di progressiva riduzione dell'organico della Brigata alpina "Tridentina". Nel 1993 era composta da 4 reggimenti, ridotti a due nel 2001.
La Brigata venne soppressa alla fine del 2002 in seguito alla riorganizzazione dell'esercito italiano,  e il nome "Tridentina" l'anno successivo è passato al Comando Divisione di nuova costituzione, dipendente dal Comando truppe alpine con sede a Bolzano, ma senza truppe assegnate.

## Comando Divisione "Tridentina"
Il 1º gennaio 2003 venne costituita la Divisione "Tridentina", dipendente dal Comando Truppe Alpine con sede a Bolzano, come Comando proiettabile senza forze assegnate in tempo di pace, che all'esigenza può essere ridislocato anche al di fuori del territorio nazionale nel quadro di operazioni internazionali.
Il Comando della Divisione ha alle sue dirette dipendenze il Reparto Comando e Supporti Tattici "Tridentina".
Il reparto comando e supporti tattici è l'unità in grado di assicurarne il funzionamento sia in termini logistici che di comunicazione. Inizialmente costituito come Reparto Comando del Comando Truppe Alpine, ha assunto successivamente l'attuale denominazione.
Fuori area è unità di supporto destinata al sostegno logistico ed alla sicurezza.

### Organizzazione
Struttura in caso di proiezione all'estero:
- Divisione "Tridentina"
  -  Reparto Comando e Supporti Tattici "Tridentina".
  -  Brigata alpina "Julia"
  -  Brigata alpina "Taurinense"

### Stemma
Lo stemma del Comando Divisione "Tridentina", valido anche per il dipendente Reparto Comando e Supporti Tattici, è a forma di scudo appuntato su sfondo verde bordato di giallo-oro e reca sul fondo, lungo i bordi laterali, la denominazione della Grande Unità e nel mezzo il gladio, il tutto dorato con la scritta "Avanti!"; ai piedi del gladio due stelle dorate. Nel Marzo del 2016, lo Stato Maggiore dell’Esercito ha disposto la sua adozione a causa di una predominanza di elementi comuni con gli stemmi araldici degli altri due Comandi di Divisione operanti in Italia. Lo stemma sostituisce lo stemma tradizionale della brigata alpina "Tridentina".

## Comandanti
Il comandante della divisione Tridentina è anche il Vice Comandante delle Truppe Alpine.
- Gen. Girolamo Scozzaro
- Gen. Carlo Frigo
- Gen. Alberto Primicerj
- Gen. Claudio Mora
- Gen. Gianfranco Rossi
- Gen. Fausto Macor
- Gen. Federico Bonato
- Gen.div. Marcello Bellacicco (2014-2020)
- Generale di divisione Ignazio Gamba (dal giugno 2020)